# Мечеть Понсод
Мечеть Понсод (узб. Pansod masjidi) — архитектурный памятник, расположенный в городе Шахрихане, в 27 км от Андижана (Узбекистан). Построена в 1888 году. Состоит из мечети, помещения для намаза и минарета. Украшена в восточном стиле.
В настоящее время входит в список материального культурного наследия Узбекистана республиканского значения.

## История
Мечеть прямоугольной формы, размером 31х12 метров. Она построена в виде 4-колонного здания. Стены помещения украшены остроконечными арками, потолок поддерживают деревянные колонны изящной формы. Внешняя стена мечети Пансод глинобитная, внутренняя часть оштукатурена, верхняя часть стены покрыта темно-зелеными цветочными узорами. Мечеть Понсод была построена местными мастерами и украшена кокандскими мастерами.
Строительство мечети связано с именем жителя города Матиса Понсода, который вернувшись из поездки в хадж, построил мечеть с целью распространения ислама. Мечеть была построена в 1888 году.
Возле мечети происходили разные события, связанные с историей Ферганской долины. В 1916 году возле мечети началось восстание в городе Шахрихан. В 1919 году в здании мечети прошли выборы в революционный комитет, а позже прошли выборы на I учредительный съезд Узбекской ССР. В советское время мечеть пустовала, из-за распространения атеизма в государстве. В 1930-е годы на внутренней стене мечети кто-то написал призыв, чтобы мечеть не пришла в запустение. Фотокопия этой надписи в настоящее время является одним из экспонатов музея города Шахрихан.
Мечеть Понсод в настоящее время входит в список материального культурного наследия Узбекистана республиканского значения. На протяжении 10 лет на архитектурном памятники проводилась реконструкция. Отреставрированы комната для намаза, главный зал и веранда были объединены, а также крыша полностью восстановлена. В мечете были построены два минарета, высотой 21 метр, а также арка в восточном стиле, ворота и комната для омовения.
Внешние стены мечети Понсод не покрыты керамикой, но при её строительстве использовался стиль, как в большей части мечетей Ферганской долины – каллиграфические надписи, высеченные на кирпичах.
Мечеть Понсод является действующей мечетью. С июня 2023 года имам-хатибом мечети работает Анваржон Абдураззаков.